# Aulonemia herzogiana
Aulonemia herzogiana är en gräsart som först beskrevs av Johannes Jan Theodoor Henrard, och fick sitt nu gällande namn av Mcclure. Aulonemia herzogiana ingår i släktet Aulonemia och familjen gräs.
Artens utbredningsområde är Bolivia. Inga underarter finns listade i Catalogue of Life.